# لیندن (کارولینای شمالی)
لیندن (به انگلیسی: Linden) شهری در ایالت کارولینای شمالی کشور ایالات متحده آمریکا است که جمعیت آن در سرشماری سال ۲۰۱۰ میلادی، ۱۳۰ نفر بوده‌است.